# Bent Høgsbro Østergaard
Bent Høgsbro Østergaard (26. september 1904 Nyord – 31. oktober 1987 Thorstrup, Sig) er identisk med modstandsmanden kaldet Gemüse.
Han havde under besættelsen en grønt- og frugtforretning på Søndre Fasanvej 47 (Løvgården) på Frederiksberg, der blev benyttet til møder med sabotører. Blandt de mest kendte sabotører der kom hos "Gemüse", var "Flamme" og "Citronen". Blandt kammeraterne blev de kaldt "De tre musketerer". "Flamme", "Citronen" og "Gemüse" var med til at stifte Holger Danske-gruppe I.
Han var dansk fange nummer 0587 i den tyske koncentrationslejr Neuengamme og kom hjem med de hvide busser .
Efter krigen overtog Bent Høgsbro Østergaard i november 1946 stillingen som lejrchef på flygtningelejren Dragsbæklejren ved Thisted. Han var flere gange lejrchef, senest i Østrig under Opstanden i Ungarn i 1956. Han har også været rejseleder for Tjæreborg Rejser. Efter speciel tilladelse er han bisat i haven på Thorstruphus nord for Sig.